# حمحم موريسياني
حمحم موريسياني (الاسم العلمي:Borago morisiana) هو نوع من النباتات يتبع جنس الحمحم من الفصيلة الحمحمية.